# پل درواه ناخ
 پل درواه ناخ  نام پلی است در بخش کوخرد شهرستان بستک در غرب استان هرمزگان در جنوب ایران واقع است.  
این پل در مسیر جادهٔ ارتباطی سراسری شهرستان بستک به شهرستان بندر لنگه واقع شده‌است. پل مذکور بر فراز دره عمیق ناخ ایجاد شده‌است، ونقطهٔ التقاء راه مشهور گوچی به سمت چاه مسلم است، که پس از عبور از  پل مهران در منطقهٔ مِهران که در جنوب پاسگاه ژاندارمری مهران واقع است، و بعد گذر از کوه «بون کوه چهار برکه» وعبور از پیچهای خطرناک «کرزائی» و «شرفائی»، به سورو می‌رسد، و سپس به سمت بندر لنگه ادامه پیدا می‌کند. دره‌ای که پل برفراز آن ایجاد شده‌است به نام درواه ناخ معروف است. مسیل این دره به طول هزار متر از سمت شمال به جنوب می‌باشد.

## فهرست منابع و مآخذ
- محمدیان، کوخردی، محمد ،  (شهرستان بستک و بخش کوخرد) ، ج۱. چاپ اول، دبی: سال انتشار ۲۰۰۵ میلادی.
- محمدیان، کوخردی، محمد. « به یاد کوخرد » ج۲. چاپ اول، دبی: سال انتشار ۲۰۰۳ میلادی..
- الکوخردی، محمد، بن یوسف، (کُوخِرد حَاضِرَة اِسلامِیةَ عَلی ضِفافِ نَهر مِهران Kookherd، an Islamic District on the bank of Mehran River) الطبعة الثالثة، دبی: سنة 199۷ للمیلاد.